# Joseph Muggenthaler
Joseph Muggenthaler (* 17. Oktober 1855 in Aufhausen bei Landau an der Isar; † 9. Februar 1931 in Pfarrkirchen) war ein deutscher Jurist und bayerischer Kommunalpolitiker.

## Werdegang
Muggenthaler kam 1855 als Sohn des Lehrers Johann Nepomuk Muggenthaler und seiner Frau Johanna Autzinger in Aufhausen zur Welt. Er studierte in Metten und München Rechtswissenschaften. Während des Studiums wurde er 1875 Mitglied der Studentenverbindung Passavia, umbenannt in Burschenschaft Danubia München. 1884 kam er als Rechtsrat nach Passau. 1886 heiratete er die Pfarrkirchner Advokatentochter Maria Wolf standesamtlich in Pfarrkirchen. Die kirchliche Trauung fand am 3. August 1886 in St. Paul in Passau statt. Von 1894 bis 1917 war er rechtskundiger Bürgermeister von Passau.
Der Generalleutnant der Wehrmacht Hermann Muggenthaler (1888–1972) ist sein Sohn.

## Auszeichnungen
- 1904: Titel „Königlicher Hofrat“
- 1906: Orden der Eisernen Krone III. Klasse (Ritter)